# Ferrovia Centrale del Perù
La Ferrocarril Central del Perù è una delle due grandi linee ferroviarie che esistono attualmente in Perù. Inizia nel Callao e giunge sino a La Oroya, dove si divide in due ramificazioni principali, una verso il nord in direzione Cerro de Pasco ed una verso il sud in direzione Huancayo. Ha uno scartamento standard di 1435 mm ed una estensione di 535 km. È nota come la ferrovia più alta d'America e la seconda più alta del mondo. Attualmente è gestita da Ferrovías Central Andina.

## Storia

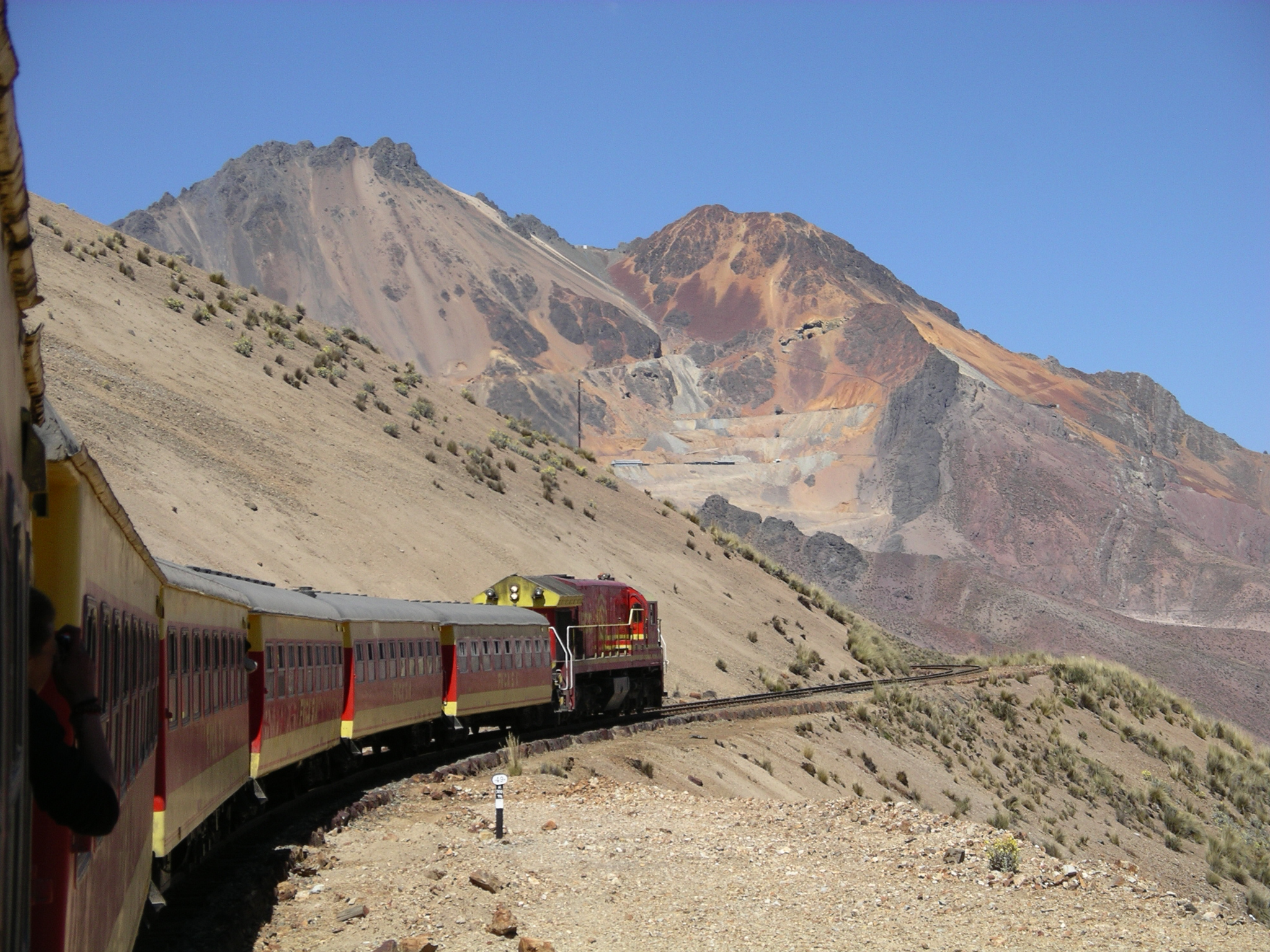
Ferrovia Centrale Andina 4800 m

Questa linea fu originariamente progettata come ferrovia tra Callao e La Oroya e i suoi studi di fattibilità risalgono al 1859. Il contratto di costruzione fu firmato nel 1869 e i lavori iniziarono nel 1875 con la costruzione della stazione di Monserrate. La ferrovia seguì il corso del fiume Rimac fino a Chosica, per proseguire fino a Chicla, a 142 km dal Callao.
La costruzione fu interrotta attorno al 1878 a causa di mancanza di finanziamenti e alla guerra con il Cile. In seguito alla perdita della guerra e alla situazione economica lo stato fu impossibilitato a terminare i lavori e si trovò costretto nel 1889 a firmare il cosiddetto contratto Grace, con il cittadino inglese Miguel Grace, per il quale egli si impegnava a riparare e completare le linee ferroviarie ottenendo in cambio tre milioni di tonnellate di guano, pagamenti in contanti e la concessione delle ferrovie statali per 66 anni. Nel 1890 Grace costituì la "Peruvian Corporation" a Londra ed eseguì i lavori. La linea giunse a La Oroya nel 1893 sotto la direzione dell'ingegnere polacco Ernest Malinowski dopo aver superato un certo numero di ostacoli. Nel 1908 giunse a Huancayo.
Attualmente la linea è gestita dalla Ferrovías Central Andina S.A..
Ha 61 ponti e 65 tunnel, molti dei quali sono delle vere e proprie opere d'arte.

## Stazioni
| Stazioni                   | km         | Altitudine (m s.l.m.) |
| -------------------------- | ---------- | --------------------- |
| Patio y factoría Guadalupe | 1          | 3.00                  |
| Patio central              | 2          | 3.60                  |
| Monserrate                 | 13         | 150.00                |
| Desamparados               | 14         | 150.00                |
| Vitarte                    | 26         | 353.00                |
| Santa Clara                | 29         | 403.00                |
| Chosica                    | 54         | 860.00                |
| San Bartolomé              | 76         | 1513.00               |
| Matucana                   | 102        | 2390.00               |
| Tamboraque                 | 120        | 3008.00               |
| Rio Blanco                 | 134        | 3506.00               |
| Chicla                     | 141        | 3733.90               |
| Casapalca                  | 153        | 4154.00               |
| Chinchán                   | 160        | 4360.00               |
| Ticlio                     | 171        | 4758.00               |
| Morococha                  | 14 (ramal) | 4538.00               |
| Galera                     | 173        | 4781.00               |
| Yauli                      | 193        | 4192.00               |
| Arapa                      | 198        | 4025.00               |
| Mahr Túnel                 | 196        | 4025.00               |
| Cut-Off                    | 206        | 3954.00               |
| La Oroya                   | 222        | 3726.00               |
| Pachacayo                  | 262        | 3529.00               |
| Llocllapampa               | 275        | 3465.00               |
| Tambo                      | 299        | 3359.00               |
| Jauja                      | 301        | 3552.00               |
| Matahuasi                  | 321        | 3265.00               |
| Concepción                 | 324        | 3252.00               |
| San Jerónimo               | 330        | 3245.00               |
| Huancayo                   | 346        | 3261.00               |